# Google Patents
 (mai 2021).
La mise en forme du texte ne suit pas les recommandations de Wikipédia : il faut le « wikifier ».
Les points d'amélioration suivants sont les cas les plus fréquents :
- Les titres sont pré-formatés par le logiciel. Ils ne sont ni en capitales, ni en gras.
- Le texte ne doit pas être écrit en capitales (les noms de famille non plus), ni en gras, ni en italique, ni en « petit »…
- Le gras n'est utilisé que pour surligner le titre de l'article dans l'introduction, une seule fois.
- L'italique est rarement utilisé : mots en langue étrangère, titres d'œuvres, noms de bateaux, etc.
- Les citations ne sont pas en italique mais en corps de texte normal. Elles sont entourées par des guillemets français : « et ».
- Les listes à puces sont à éviter, des paragraphes rédigés étant largement préférés. Les tableaux sont à réserver à la présentation de données structurées (résultats, etc.).
- Les appels de note de bas de page (petits chiffres en exposant, introduits par l'outil «  Source ») sont à placer entre la fin de phrase et le point final[comme ça].
- Les liens internes (vers d'autres articles de Wikipédia) sont à choisir avec parcimonie. Créez des liens vers des articles approfondissant le sujet. Les termes génériques sans rapport avec le sujet sont à éviter, ainsi que les répétitions de liens vers un même terme.
- Les liens externes sont à placer uniquement dans une section « Liens externes », à la fin de l'article. Ces liens sont à choisir avec parcimonie suivant les règles définies. Si un lien sert de source à l'article, son insertion dans le texte est à faire par les notes de bas de page.
- La présentation des références doit suivre les conventions bibliographiques. Il est recommandé d'utiliser les modèles {{Ouvrage}}, {{Chapitre}}, {{Article}}, {{Lien web}} et/ou {{Bibliographie}}. Le mode d'édition visuel peut mettre en forme automatiquement les références.
- Insérer une infobox (cadre d'informations à droite) n'est pas obligatoire pour parachever la mise en page.

Pour une aide détaillée, merci de consulter Aide:Wikification.
Si vous pensez que ces points ont été résolus, vous pouvez retirer ce bandeau et améliorer la mise en forme d'un autre article.
Google Patents (« Google  Brevets ») est un moteur de recherche de Google qui indexe les brevets et les demandes de brevet depuis 2006.

## Contenu
Google Patents indexe plus de 87 millions de brevets et de demandes de brevet avec le texte intégral de 22 offices de brevets, dont :
| Pays             | Office                                                                   |
| ---------------- | ------------------------------------------------------------------------ |
| États-Unis       | United States Patent and Trademark Office (USPTO)                        |
| Union européenne | Office européen des brevets (OEB)                                        |
| Chine            | Administration nationale chinoise de la propriété intellectuelle (CNIPA) |
| Japon            | Office japonais des brevets (JPO)                                        |
| Corée du Sud     | Office coréen de la propriété intellectuelle (KIPO)                      |
| Monde            | Organisation mondiale de la propriété intellectuelle (OMPI)              |
| Allemagne        | Deutsches Patent- und Markenamt (DPMA)                                   |
| Canada           | Office de la propriété intellectuelle du Canada (OPIC)                   |
| Russie           | Service fédéral de la propriété intellectuelle (Rospatent)               |
| Royaume-Uni      | Office de la propriété intellectuelle (en) (IPO)                         |
| France           | Institut national de la propriété industrielle (INPI)                    |
| Pays-Bas         | Office néerlandais des brevets                                           |
| Espagne          |                                                                          |
| Belgique         |                                                                          |
| Danemark         |                                                                          |
| Finlande         |                                                                          |
| Luxembourg       |                                                                          |
| Autriche         |                                                                          |
| Australie        |                                                                          |
| Brésil           |                                                                          |
| Suisse           |                                                                          |
| Taïwan           |                                                                          |

Ces documents comprennent l'ensemble de la collection des brevets délivrés et des demandes de brevets publiées à partir de chaque base de données (qui appartiennent au domaine public). Les documents de brevet américains remontent à 1790, l'Office européen des brevets (OEB) et l'Organisation mondiale de la propriété intellectuelle (OMPI) à 1978. La reconnaissance optique de caractères (OCR) a été effectuée sur les anciens brevets américains pour les rendre consultables, et Google Translate a été utilisé sur tous les brevets non anglais pour rendre les traductions anglaises consultables.
Google Patents indexe également les documents de Google Scholar et Google Books, et les a classés par machine avec des codes de classification coopérative des brevets pour la recherche.
Des informations sur les litiges en matière de brevets sont également disponibles dans Google Patents grâce à un partenariat avec Darts-ip, une base de données mondiale sur les litiges en matière de brevets,.

## Histoire et contexte
Le service a été lancé le 14 décembre 2006. Google dit qu'il utilise « la même technologie que celle sous-jacente à Google Books », permettant de faire défiler les pages et de zoomer sur les zones. Les images sont enregistrables sous forme de fichiers PNG.
Google Patents a été mis à jour en 2012 avec la couverture de l'Office européen des brevets (OEB) et de l'outil de recherche sur l'art antérieur.
En 2013, il a été élargi pour couvrir l'Organisation mondiale de la propriété intellectuelle (OMPI), l'Office allemand des brevets (allemand : Deutsches Patent- und Markenamt, DPMA), l'Office de la propriété intellectuelle du Canada (OPIC) et l'Administration nationale de la propriété intellectuelle de la Chine (CNIPA). Tous les brevets étrangers ont également été traduits en anglais et consultables.
En 2015, une nouvelle version a été introduite sur patents.google.com avec une nouvelle interface utilisateur, l'intégration de Google Scholar avec une classification automatique avec des classifications de brevets coopératives (CPC) et un regroupement des résultats de recherche dans les CPC.
En 2016, la couverture de 11 offices de brevets supplémentaires a été annoncée. La prise en charge de la syntaxe de recherche booléenne USPTO et EPO (proximité, caractères génériques, champs titre / résumé / revendications) a été introduite, ainsi que des graphiques visuels des inventeurs, des cessionnaires et des CPC par date, une vue en grille miniature des résultats de la recherche et des ensembles de résultats téléchargeables comme CSV,.
En 2018, des informations sur les litiges mondiaux ont été ajoutées. Les pages Google Brevets s'affichent si un brevet (ou un membre de sa famille) a un historique de litige n'importe où dans le monde et fournit un lien vers la base de données des cas de brevets Darts-ip,.